# Син-Коива (станция)

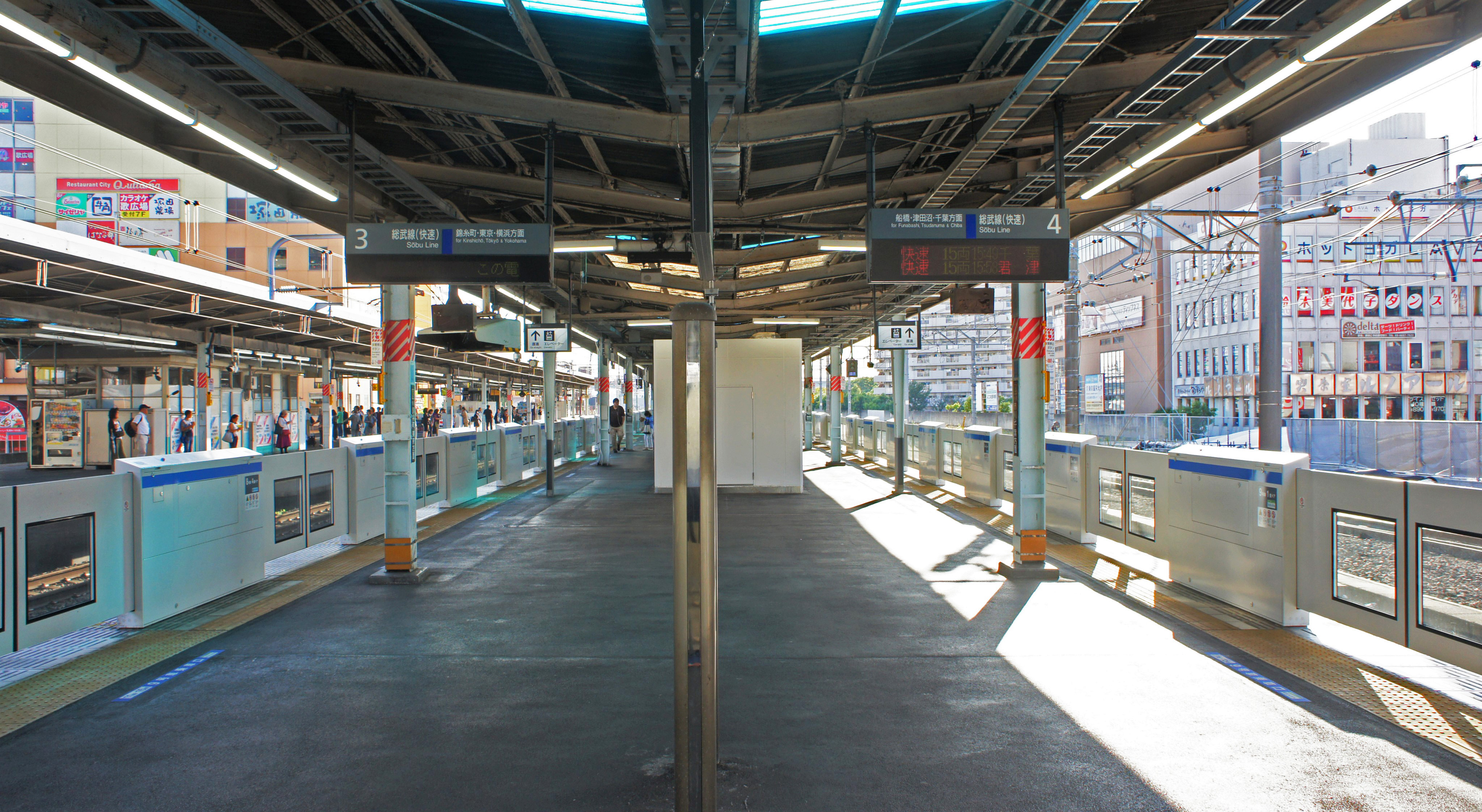
Платформа линии Соба

Станция Син-Коива (яп. 新小岩駅 син коива эки) — железнодорожная станция на линиях Тюо-Собу и Собу (Скорая), расположенная в специальном районе Кацусика, Токио. Станция была открыта 10 июля 1928 года. На станции установлены автоматические платформенные ворота.

## Планировка станции
Две платформы островного типа и 4 пути.
| 1 | ■Линия Тюо-Собу      | Акихабара・Синдзюку      |
| 2 | ■Линия Тюо-Собу      | Ниси-Фунабаси・Тиба      |
| 3 | ■Линия Собу (Скорая) | Кинситё・Токио・Иокогама |
| 4 | ■Линия Собу (Скорая) | Фунабаси・Тиба           |

## Близлежащие станции
| «       |  | Линия               |  | »       |
| ------- |  | ------------------- |  | ------- |
| Кинситё |  | Линия Собу (Скорая) |  | Итикава |
| Хираи   |  | Линия Тюо-Собу      |  | Коива   |